# Sportska dvorana Megasport
Sportska dvorana Megasport, ili Megasport Arena višenamjenska je dvorana zatvorenog tipa u Moskvi, Ruska Federacija. Dvorana je prije nosila naziv Ledena dvorana sportova na Hodinskom polju (ruski: Ледовый дворец спорта на Ходынском поле), ali je 3. kolovoza 2007. donesen zakon o njezinom preimenovanju u današnji naziv.

## O dvorani
Izgradnja dvorane je počela u ljeto 2005., a dovršena je u prosincu 2006., dok je puštena u uporabu 15. prosinca 2006. godine. Jedna je od mjesta održavanja SP u hokeju na ledu elitne divizije 2007.

## Vanjske poveznice
- Službena stranica dvorane  Arhivirana inačica izvorne stranice od 22. listopada 2016. (Wayback Machine) (rus.)
- Dvorana  Arhivirana inačica izvorne stranice od 15. rujna 2016. (Wayback Machine) na Hockeyarenas.net
- Dvorana  Arhivirana inačica izvorne stranice od 28. ožujka 2018. (Wayback Machine)na WorldStadiums.com